# 萨马尔科塔
萨马尔科塔（Samalkota），是印度安得拉邦East Godavari县的一个城镇。总人口53402（2001年）。

## 人口
该地2001年总人口53402人，其中男性26559人，女性26843人；0—6岁人口6001人，其中男3047人，女2954人；识字率60.37%，其中男性为65.13%，女性为55.65%。